# Tizi Ghenif
Tizi Ghenif là một đô thị thuộc tỉnh Tizi Ouzou, Algérie. Dân số thời điểm năm 2002 là 27.702 người.